# Wahrzeichen des antiken Königreichs Saba, Marib
Das aus insgesamt sieben Einzelstätten bestehende Welterbe, Wahrzeichen des antiken Königreichs Saba, Marib, zeugt von den architektonischen, ästhetischen und technologischen Errungenschaften des Königreich Saba zwischen dem 1. Jahrtausend v. Chr. bis zur Ankunft des Islam um 630 n. Chr.
Die Stätten wurden auf der 18. Außerordentlichen Sitzung des Welterbekomitees aufgenommen.

## Geschichte
Im 3. Jahrtausend v. Chr. wanderten Menschen aus der südwestlichen Ecke der Arabischen Halbinsel in den östlichen Mittelmeerraum und den Nahen Osten. Ihre Nachkommen kehrten zwischen 1400 und 1200 v. Chr. nach Südarabien zurück und brachten eine hoch entwickelte Kultur und Religion mit. Angetrieben durch den Weihrauchhandel entwickelten sich in dem von den Sarawat-Bergen und der Ṣayhad-Wüste begrenzten Gebiet die südarabischen Reiche von Saba, Ma'in, Qataban und Hadramaut.
Saba ist das am frühesten erwähnte Königreich. In seinen Anfängen wurde es von den Mukarrib regiert, die föderale Stammesführer waren. Im 7. Jahrhundert v. Chr. übernahmen dynastische Könige die Macht und der Mondgott Almaqah wurde zur Staatsgottheit der Sabäer. Im 5. Jahrhundert v. Chr. herrschte Saba über einen Bund benachbarter Staaten, zu dem Ma'in, Qataban, Ausan und Hadramaut gehörten. Saba konnte seine Hegemonie 600 Jahre lang aufrechterhalten und seinen Einfluss bis nach Nadschran im Norden und über das Rote Meer bis nach Äthiopien ausdehnen.
Ma'rib und Sirwah waren die wichtigsten politischen Zentren des Reiches. Ma'rib entwickelte sich zwischen dem 8. und 7. Jahrhundert v. Chr. zur größten Stadt Südwestarabiens. Die Sabäer kontrollierten zu dieser Zeit den Weihrauchhandel des Südens und besteuerten Waren aus den Nachbarländern. Ma'rib war auch ein Zentrum für heilige Pilgerfahrten und spielte eine wichtige Rolle im religiösen und politischen System des Königreichs. Der Wohlstand von Saba basierte auf umfangreichem Wissen in der Hydraulik. Dieses ermöglichte es den Menschen, das semiaride Gebiet im Südwesten der Arabischen Halbinsel zu kultivieren und Viehzucht zu betreiben. Die Wassertechnik war für die Geschichte Südarabiens von entscheidender Bedeutung. Die Zerstörung des antiken Staudamms von Ma'rib im 6. Jahrhundert n. Chr. wird allgemein mit dem Untergang der alten Zivilisationen Südarabiens in Verbindung gebracht.

## Liste der Einzelstätten
Karte mit allen Koordinaten des Abschnitts Liste der Einzelstätten: OSM
| Name                                             | Standort | Beschreibung | Bild | Schutzzone [ha] | Pufferzone [ha] |
| ------------------------------------------------ | -------- | --- | ---- | --------------- | --------------- |
| Antike Stadt Ma'rib                              | Lage     | Die antike Hauptstadt des Königreichs Saba lag an der Weihrauchstraße und bildete einen wichtigen Knotenpunkt im Handel zwischen dem Mittelmeerraum und der Arabischen Halbinsel. Die Stadt hielt zu der Zeit das Monopol auf den Handel mit Weihrauch und Myrrhe. |      | 152             | 8.933           |
| Awwam-Tempel                                     | Lage     | Der südlich von Ma’rib gelegene Tempel, war der Hauptgottheit von Saba, dem Mondgott Almaqah, sowie der Sonnengöttin Schams geweiht. Er gilt als der Haupttempel in Ma’rib und ist vor Ort als Mahram Bilqis (das Heiligtum von Bilqis) bekannt. |      | 36,2            | 8.933           |
| Baran-Tempel                                     | Lage     | Wie der Awām-Tempel war auch dieser Almaqh gewidmet. |      | 0,79            | 8.933           |
| Antiker Damm von Ma’rib – Nordwall               | Lage     | Um die zweimal im Jahr durch die von den Bergen herabschießenden Wassermassen der Monsunregen aufzufangen, versuchten Bauern mit Steinmauern die Bewässerung ihrer Felder zu verbessern. Über die Jahrhunderte und mit immer weiter steigender Sedimentschicht entwickelte sich daraus der heutige Damm. Die daraus entstandene Fruchtbarkeit der Umgebung war ein wichtiger Meilenstein im Aufstieg von Ma’rib. Der Damm galt als der größte der Antike. |      | 60,4            | 8.933           |
| Antiker Damm von Ma’rib – Südwall                | Lage     | Um die zweimal im Jahr durch die von den Bergen herabschießenden Wassermassen der Monsunregen aufzufangen, versuchten Bauern mit Steinmauern die Bewässerung ihrer Felder zu verbessern. Über die Jahrhunderte und mit immer weiter steigender Sedimentschicht entwickelte sich daraus der heutige Damm. Die daraus entstandene Fruchtbarkeit der Umgebung war ein wichtiger Meilenstein im Aufstieg von Ma’rib. Der Damm galt als der größte der Antike. | 14   |                 | 8.933           |
| Antiker Damm von Ma’rib – Damm von al-Dschufaina | Lage     | Um die zweimal im Jahr durch die von den Bergen herabschießenden Wassermassen der Monsunregen aufzufangen, versuchten Bauern mit Steinmauern die Bewässerung ihrer Felder zu verbessern. Über die Jahrhunderte und mit immer weiter steigender Sedimentschicht entwickelte sich daraus der heutige Damm. Die daraus entstandene Fruchtbarkeit der Umgebung war ein wichtiger Meilenstein im Aufstieg von Ma’rib. Der Damm galt als der größte der Antike. | 29,5 |                 | 8.933           |
| Antike Stadt Sirwah                              | Lage     | Sirwah war neben Ma'rib das wichtigste ökonomische und politische Zentrum des Reichs von Saba zu Beginn des 1. Jahrtausends v. Chr. auf der Arabischen Halbinsel. Sie war darüber hinaus die erste Hauptstadt des Königreichs von Saba. |      | 82,4            | 17.034,6        |